# Виссинг, Фолькер
Фолькер Виссинг (нем. Volker Wissing, род. 22 апреля 1970, Ландау-ин-дер-Пфальц) — немецкий политик, генеральный секретарь (руководитель исполнительного органа — секретариата) Свободной демократической партии (с 2020). Министр транспорта и цифровой инфраструктуры (2021—2025), министр юстиции (2024—2025).

## Биография
Родился 22 апреля 1970 года в Ландау-ин-дер-Пфальц. В 1991 году окончил Саарский университет, где изучал право. Продолжил образование, окончив в 1994 году Фрайбургский университет (тогда же сдал первый государственный экзамен по юриспруденции), в 1997 году окончил Вестфальский университет имени Вильгельма.
В 1998 году вступил в Свободную демократическую партию, в 2004—2013 годах являлся депутатом бундестага. В 2011 году возглавил земельное отделение СвДП в Рейнланд-Пфальце, в 2013 году вошёл в президиум партии. 18 мая 2016 года назначен министром экономики, транспорта, сельского хозяйства и виноградарства Рейнланд-Пфальца, а также первым заместителем премьер-министра федеральной земли Рейнланд-Пфальц. 19 сентября 2020 года избран генеральным секретарём СвДП.
18 мая 2021 года оставил должности в земельном правительстве.
По итогам парламентских выборов 2021 года вернулся в бундестаг и принял активное участие в коалиционных переговорах, заявив себя сторонником союза с «зелёными» и СДПГ.
8 декабря 2021 года приведено к присяге правительство Олафа Шольца, в котором Виссинг получил портфель министра транспорта и цифровой инфраструктуры.
7 ноября 2024 года заявил о своём решении выйти из СвДП на фоне политического кризиса в стране, сохранив при этом за собой пост в правительстве. Одновременно в дополнение к имеющейся должности получил портфель министра юстиции.